# Курт Добрац
Курт Добрац (нім. Kurt Dobratz; 9 квітня 1904, Штеттін — 21 грудня 1996, Бремен) — німецький юрист, льотчик-винищувач і офіцер-підводник, доктор права, капітан-цур-зее крігсмаріне. Кавалер Лицарського хреста Залізного хреста.

## Біографія
30 березня 1922 року вступив на службу у ВМФ. Служив на крейсерах «Гамбург» і «Лейпциг», на лінійних кораблях «Шлезвіг-Гольштейн» і «Ганновер». У вересні 1935 року перейшов на службу у ВПС. Під час боїв в 1941 році збив 11 ворожих літаків. У квітні 1943 року повернувся у ВМФ і після проходження курсу підводника 8 березня 1944 року призначений командиром підводного човна U-1232 (Тип IX-C/40). Здійснив один бойовий похід (97 днів), під час якого потопив в канадських територіальних водах 4 кораблі загальною водотоннажністю 24 531 тонну і пошкодив 1 корабель водотоннажністю 2373 тонни, що стало одним з кращих результатів німецького підводного флоту в останній рік війни.
| Дата          | Назва корабля                             | Тип               | Тоннаж | Вантаж                                                                 | Екіпаж | Загинули | Країна             | Конвой |
| ------------- | ----------------------------------------- | ----------------- | ------ | ---------------------------------------------------------------------- | ------ | -------- | ------------------ | ------ |
| 4 січня 1945  | Nipiwan Park (пошкоджений)                | Тепловий танкер   | 2,373  | Баласт                                                                 | ?      | 2        | Канада             | SH-194 |
| 4 січня 1945  | Polarland                                 | Торговий пароплав | 1,591  | 1200 тонн флюориту                                                     | 22     | 17       | Норвегія           | SH-194 |
| 14 січня 1945 | Athelviking                               | Тепловий танкер   | 8,779  | 11 630 тонн патоки та 14 десантних суден на палубі                     | 51     | 4        | Британська імперія | BX-141 |
| 14 січня 1945 | British Freedom                           | Тепловий танкер   | 6,985  | 9723 тонни спеціального мазуту ВМС США                                 | 57     | 1        | Британська імперія | BX-141 |
| 14 січня 1945 | Martin Van Buren (безповоротно втрачений) | Торговий пароплав | 7,176  | 6000 тонн провіанту, шин, сигарет, локомотивів та транспортних засобів | 69     | 3        | США                | BX-141 |

В лютому 1945 року повернувся на базу і 31 березня був призначений начальником штабу командувача підводним флотом. В останні дні війни займав пост командувача-адмірала підводних човнів. В червні 1945 року арештований британськими військами. В лютому 1946 року звільнений. Здобув юридичну освіту.

## Звання
- Кандидат в офіцери (30 березня 1922)
- Фенріх-цур-зее (1 квітня 1924)
- Оберфенріх-цур-зее (1 квітня 1926)
- Лейтенант-цур-зее (1 жовтня 1926)
- Оберлейтенант-цур-зее (1 липня 1928)
- Капітан-лейтенант (1 липня 1934)
- Гауптман (1 жовтня 1935)
- Майор (1 квітня 1937)
- Оберстлейтенант (1 грудня 1940)
- Оберст (1 червня 1942)
- Капітан-цур-зее (1 червня 1943)

## Нагороди
- Медаль «За вислугу років у Вермахті» 4-го, 3-го і 2-го класу (18 років)
- Авіаційна планка винищувача в бронзі (15 червня 1941)
- Залізний хрест 2-го і 1-го класу (18 серпня 1941) — отримав 2 нагороди одночасно.
- Орден військових заслуг (Іспанія) 2-го класу в білому (18 лютого 1942)
- Орден Хреста Свободи 3-го класу з мечами (Фінляндія; 27 лютого 1942)
- Лицарський хрест Залізного хреста (23 січня 1945)
- Нагрудний знак підводника (15 лютого 1945)
- Фронтова планка підводника в бронзі (15 лютого 1945)